# Rovinj
Rovinj [rǒʋiːɲ] (italienska: Rovigno, tyska: Ruwein, istriotiska: Ruvèigno, latin: Ruginium) är en stad i nordvästra Kroatien. Staden har 14 294 invånare (2011) varav 13 056 invånare bor i tätorten.
Rovinj är belägen på halvön Istriens västra sida, vid Adriatiska havets norra kust, och är en turistort.

## Historia

### Förhistoria
Arkeologiska fynd tyder på att Rovinj-området var befolkat under förhistorisk tid. Under forntiden befolkades Istrien av folkstammen histrierna vars kultur stod på sin höjd under brons- och järnåldern. Arkeologiska fyndigheter i vad som idag utgör gamla stan i Rovinj antyder att platsen (då en holme) var befolkad århundradet innan vår tideräkning.

### Antiken
År 177 f.Kr. besegrade romarna histrierna och den istriska halvön inlemmades i Romerska riket. Det är dock oklart när exakt grunderna till det dagens Rovinj lades. Rovinj eller Castrum Rubini omnämns för första gången i Ravennas kosmografi som författades omkring 700-talet av en okänd präst. Utifrån uppgifter från krönikan har den lokale historikern Bernardo Benussi (1846–1929) fastslagit att staden troligtvis bär sina grunder från 200–400-talet då romarna etablerade castrum Rubini på platsen där Sankta Eufemias kyrka idag står. Upprepade attacker från visigoter och hunner bidrog till att allt fler människor tog sin tillflykt till den holme där Castrum Rubini uppförts. År 476 drevs Romerska riket slutligen till sin undergång.

### Medeltiden
Efter att Romerska riket fallit löd Rovinj från år 539 under Bysantiska riket där bosättningen i administrativ bemärkelse senare ingick i Ravennas exarkat. Det bysantinska styret avbröts i samband med att Rovinj intogs av langobarderna. År 788 hade hela Istrien inklusive Rovinj intagits av frankerna och inlemmats i Frankerriket. Bosättningen som vid det här laget kallades Ruigno, Ruginio eller Ruvigno utsattes för otaliga attacker från slaver (år 876), narentiner (åren 865 och 887) och saracener (åren 819 och 842). I det medeltida feodala Istrien förlorade Rovinj många av de privilegier och autonomi som staden åtnjutit som romersk kommun. Dess betydelse bekräftades dock år 804 i slutsatserna från sammanträdet i Rižana där staden lyckades förhandla fram vissa gynnsamma undantag. Under 900–1000-talet styrdes Istrien av mäktiga tyska feodala släkter. År 1208 förvärvades Rovinj av Aquileias patriarkat som då leddes av Wolfger von Erla.  
Under 1200-talet förekom upprepade sammandrabbningar mellan Rovinj och de istriska städerna Piran och Koper. Republiken Venedigs framväxt till en mäktig sjöfartsnation ledde till att Rovinj år 1283 följde de närliggande städerna Poreč, Novigrad och Umags exempel. Detta år sökte staden skydd samt lät sig inlemmas i Republiken Venedigs domäner vilket ledde till ett flera århundraden långt venetianskt styre.

### Venetianskt, franskt och österrikiskt styre
År 1283 hade Rovinj likt flera andra kuststäder på den istriska halvön sökt skydd av och av egen fri vilja låtit sig inlemmas i Republiken Venedig. Under det venetianska styret som varade till republikens upplösning år 1797 uppfördes bland annat försvarsmurar och tre stadsportar. Vid två tillfällen (åren 1579 och 1599) attackerades och intogs staden av uskoker.
Till följd av osmanernas framfart och expansion i sydöstra Europa sökte sig flyktingar från det venetianska Dalmatien och av osmanerna kontrollerade Bosnien till de istriska kuststäderna, däribland Rovinj. Men även migranter från vad som idag är norra Italien slog sig ned i staden. Rovinjs befolkning ökade markant. År 1595 hade staden 2 800 invånare och år 1650 omkring 5 000 invånare. År 1741 uppgick stadens befolkning till 7 966 invånare och år 1775 hade den ökat till 13 788 invånare. Den relativt snabba befolkningsutvecklingen speglas i gamla stan där höga och många gånger smala hus uppfördes tätt hopförda och lutandes mot stadsmurarna. Efter att hotet från uskokerna avtagit expanderande staden efter år 1650 utanför stadsmurarna och på fastlandet mittemot holmen (idag den halvö som utgör gamla stan). Bron mellan holmen och fastlandet utgjorde ett hinder för kommersen och kommunikationerna vilket ledde till att myndigheterna år 1763 lät fylla igen kanalen. Sedan dess utgör gamla stan en halvö. 
Under 1600–1700-talet var Rovinj det idag kroatiska Istriens viktigaste handelscentra där fartygsbyggande och fiske utgjorde stommen i den lokala ekonomin. I teorin respekterade Venedig stadens autonomi. I praktiken ålades lokalbefolkningen att betala höga skatter och stränga regler rådde kring handel och förtullning vilket ledde till att Rovinj utvecklades till ett nav för smugglare. Missnöjet tog sig uttryck i flera uppror och Venedig ingrep flera gånger mot upprorsförsök, däribland åren 1767, 1769, 1774, och 1780. När det till Republiken Venedig angränsade Kejsardömet Österrike år 1719 förklarade städerna Trieste och Fiume (Rijeka) som frihamnar förvärrades Rovinjs ekonomiska situation.
År 1797 intog Napoleon I:s franska styrkor Republiken Venedig. Den 12 maj 1797 abdikerade Stora rådet (Venedigs lagförsamling) och republiken upplöstes. I Rovinj infördes demokratiskt styre och ett råd bestående av 18 representanter tillsattes för att styra staden. Detta självstyre varade under det tillfälliga österrikiska styret (1797–1805) som följde direkt på Venedigs kollaps och därefter även efter att staden inlemmats i de av fransmännen upprättade illyriska provinserna (1809–1813). År 1813 återtog österrikarna kontrollen över staden och efter Wienkongressen år 1815 bekräftades Österrikes överhöghet över de forna illyriska provinserna. Österrikarna avskaffade Napoleons lagar och upplöste de illyriska institutionerna. År 1821 bekräftade de österrikiska myndigheterna Rovinjs stadsstatus. År 1867 skapades dubbelmonarkin Österrike-Ungern med en österrikisk respektive ungersk rikshalva. Som en stad Markgrevskapet Istrien sorterade Rovinj under den österrikiska administrationen. Den österrikiska administrationen av Rovinj bestod fram till första världskrigets slut och Österrike-Ungerns upplösning år 1918. 
Det österrikiska styret kännetecknas av ekonomisk tillväxt och bättre levnadsförhållanden för lokalbefolkningen. År 1816 introducerades gatljus i Rovinj och år 1847 invigdes ett ångverk för pastaproduktion. År 1852 öppnade en cementproduktionsanläggning och år 1865 invigdes stadsteatern. År 1876 anslöts staden till rikets järnvägsnät.  

### Mellankrigstiden och framåt
År 1918 upplöstes Österrike-Ungern. I kölvattnet av Dubbelmonarkins upplösning uppstod en territoriell tvist mellan Kungariket Italien och den år 1918 nyskapade sydslaviska staten Serbernas, kroaternas och slovenernas kungarike (från år 1929 kallat Jugoslavien). Tvisten rörde rätten till landområden längs den östra adriatiska kusten som tidigare tillhört Österrike-Ungern. Istrien liksom många städer och områden längs med kusten hade sedan folkvandringstiden en mångkulturell italiensk-kroatisk prägel. I synnerhet kuststäder som Rovinj var italienska det mest talade språket även om det inte nödvändigtvis speglade talarnas etniska tillhörighet. I den senaste folkräkningen som hölls i Österrike-Ungern (1911) innan rikets upplösning tillfrågades befolkningen inte efter etnicitet utan efter vilket som var deras primära språk för kommunikation. Av Rovinjs befolkning svarade 97,8 % att de var italiensktalande. Italien gjorde anspråk på Istrien och därmed också Rovinj. Tvisten löstes temporärt år 1920 då de båda länderna undertecknade Rapallofördraget. Avtalet innebar att Istrien (och Rovinj) tillföll Italien. Rovinjs demografiska sammansättning skulle komma att förändras markant under 1900-talets första hälft. 
Under ledning av Benito Mussolini infördes år 1922 ett fascistiskt styrelseskick i Italien. I de av Italien kontrollerade områdena Istrien, staden Fiume (Rijeka) och Zara (Zadar) försökte italienska myndigheter italienisera lokalbefolkningen med syfte att skapa enhetlig italiensktalande befolkning och en av Italien präglad kultur. År 1926 förbjöds bruket av slaviska språk (kroatiska och slovenska) i Istrien och slaviskt-klingande efternamn ersattes med italiensk-klingande versioner. Denna politik skapade etniska spänningar. År 1939 bröt andra världskriget ut och i september 1943, under pågående krig, kapitulerade Italien. Efter Italiens kapitulation besattes Istrien av tyska styrkor. Under kriget var Istrien slagplats för konkurrerande etniska och politiska grupper. Profascistiska, proallierade, istriska nationalister och av Jugoslavien stödda prokommunistiska grupper bekämpade varandra och den italienska armén. Efter att tyskarna år 1945 dragit sig tillbaka tog jugoslaviska partisaner kontrollen över Istrien och Rovinj. I krigets kölvatten utförde kommunisterna massutrensningar av i synnerhet italiensktalande och oliktänkande. I Parisfreden år 1947 bekräftades att Istrien och därmed Rovinj skulle vara en del av det då kommunistiska Jugoslavien vilket ledde till att många italiensktalande lämnade staden och emigrerade till i synnerhet Italien. Inom Jugoslavien ingick Rovinj i den kroatiska delrepubliken.   

## Administrativ indelning
I administrativ bemärkelse består staden Rovinj av två enheter: tätorten Rovinj (13 056 invånare) och den fristående bosättningen Rovinjsko Selo (1 238 invånare).

## Demografi och befolkningsutveckling
Av stadens 14 294 invånare är 7 435 kvinnor och 6 859 män (2011).
Majoriteten av invånarna (9 054 personer eller 63,34 % av befolkningen) är kroater. De största etniska minoriteterna i Rovinj är italienarna (1 608 personer eller 11,2 % av befolkningen), serberna (594 personer eller 4,1 % av befolkningen) och bosniakerna (594 personer eller 2 % av befolkningen). Noterbart är att 1 502 personer eller 10,50 % av stadens befolkning uppgav regional tillhörighet (snarare än etnicitet) i folkräkningen år 2011.  
En majoritet av Rovinjs invånare (10 161 personer eller 71,08 % av befolkningen) bekänner sig till den romersk-katolska tron.
| Rovinjs befolkningsutveckling åren 1857–2011 Källa: Kroatiska statistiska centralbyrån |

## Klimat
I Rovinj råder medelhavsklimat som karaktäriseras av milda vintrar och varma somrar. Det genomsnittliga antalet soltimmar per dag uppgår till maximalt 13 soltimmar i augusti och minimalt 3 soltimmar i december. Månaderna juni–augusti är de varmaste månaderna och den genomsnittliga medeltemperaturen uppgår då till över 20 °C. Under månaderna december–mars ligger den genomsnittliga medeltemperaturen under 20 °C. Snöfall under vintermånaderna är ovanliga men förekommer. De mest nederbördsrika månaderna är november och december. 
Normala temperaturer och nederbörd i Rovinj:
|                                            | Jan | Feb | Mar  | Apr | Maj | Jun  | Jul  | Aug  | Sep  | Okt  | Nov | Dec  |
| ------------------------------------------ | --- | --- | ---- | --- | --- | ---- | ---- | ---- | ---- | ---- | --- | ---- |
| Normaldygnets maximitemperaturs medelvärde | 10  | 10  | 12,2 | 15  | 20  | 25   | 27,2 | 27,2 | 22,8 | 20   | 15  | 11,1 |
| Normaldygnets minimitemperaturs medelvärde | 5   | 5   | 7,2  | 10  | 15  | 18,9 | 21,1 | 21,1 | 17,2 | 13,9 | 10  | 7,2  |
|                                            |     |     |      |     |     |      |      |      |      |      |     |      |
| Nederbörd                                  | 27  | 38  | 33   | 51  | 41  | 31   | 15   | 45   | 65   | 48   | 87  | 57   |

| Diagram | temperaturer i °C • månadsnederbörd i mm • Källa: Weatherbase.com | temperaturer i °C • månadsnederbörd i mm • Källa: Weatherbase.com | temperaturer i °C • månadsnederbörd i mm • Källa: Weatherbase.com | temperaturer i °C • månadsnederbörd i mm • Källa: Weatherbase.com | temperaturer i °C • månadsnederbörd i mm • Källa: Weatherbase.com | temperaturer i °C • månadsnederbörd i mm • Källa: Weatherbase.com | temperaturer i °C • månadsnederbörd i mm • Källa: Weatherbase.com | temperaturer i °C • månadsnederbörd i mm • Källa: Weatherbase.com | temperaturer i °C • månadsnederbörd i mm • Källa: Weatherbase.com | temperaturer i °C • månadsnederbörd i mm • Källa: Weatherbase.com | temperaturer i °C • månadsnederbörd i mm • Källa: Weatherbase.com | temperaturer i °C • månadsnederbörd i mm • Källa: Weatherbase.com |
|         | 27 10 5                                                           | 38 10 5                                                           | 33 12 7                                                           | 51 15 10                                                          | 41 20 15                                                          | 31 25 19                                                          | 15 27 21                                                          | 45 27 21                                                          | 65 23 17                                                          | 48 20 14                                                          | 87 15 10                                                          | 57 11 7                                                           |

## Arkitektur och byggnadsverk (urval)

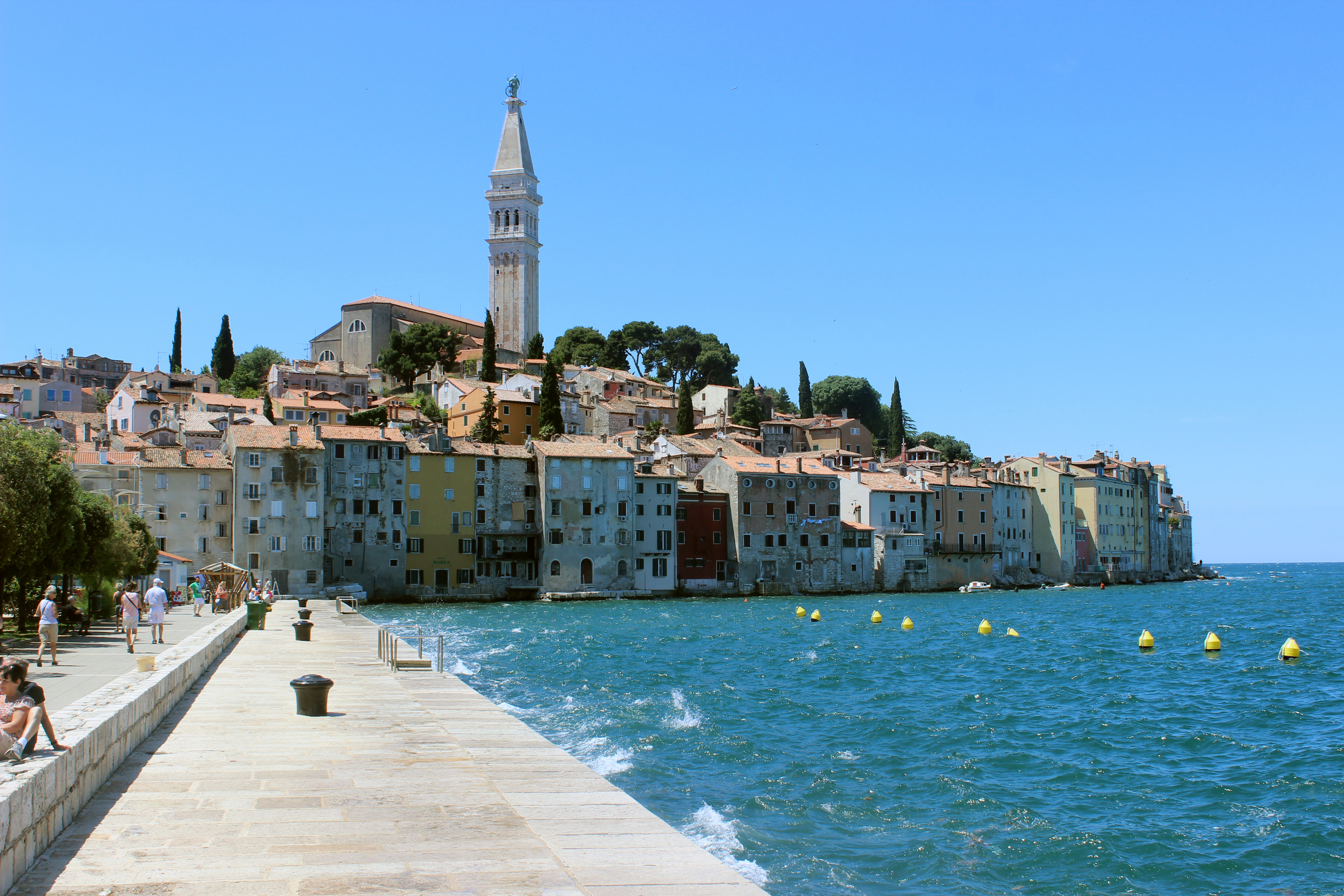
Gamla stan i Rovinj år 2013. Centralt i bilden syns Sankta Eufemia-kyrkans klocktorn.

- Sankta Eufemias kyrka – kyrkan uppfördes år 1736 på grunderna av en äldre kyrkobyggnad. Den är belägen i gamla stan och dess kyrktorn är en av Rovinjs främsta landmärken.
- Califfipalatset – ett palats i gamla stan uppfört i barockstil på 1700-talet. Tillhörde ursprungligen adelsfamiljen Califfi och rymmer idag Rovinjs kulturarvsmuseum.[9]
- Kommunala palatset – uppfört på 1500-talet och är beläget i gamla stan. Är idag säte för stadens administration.[10]
- Balbis båge – en båge och port i gamla stan som uppfördes åren 1678–1679. På bågens ena sida finns en relief av ett huvud föreställande en osman (turk) och på den andra sidan ett huvud föreställande en venetianare. Centralt i bågen finns en relief av Sankt Markuslejonet, en symbol för Republiken Venedig.

## Utbildning
I Rovinj finns tre grundskolor och tre gymnasieskolor. En av grundskolorna och en av gymnasieskolorna är italienskspråkiga.  

### Grundskolor
- Osnovna škola Jurja Dobrile (Juraj Dobrila-grundskolan)
- Osnovna škola Jurja Dobrile (Vladimir Nazor-grundskolan)
- Talijanska osnovna škola Bernardo Benussi (Italienska Bernardo Benussi-grundskolan)

### Gymnasieskolor
- Srednja škola Zvane Črnje (Zvane Črnje-gymnasiet)
- Strukovna škola Eugena Kumičića (Eugen Kumičićs yrkesskola)
- Talijanska srednja škola (Italienska gymnasieskolan)

## Vänorter
- Adria, Italien (sedan 1982).
- Camaiore, Italien (sedan 1990).
- Leonberg, Tyskland (sedan 1990).